# Folgefahrschutz
Folgefahrschutz sind Verfahren, die verhindern, dass ein Eisenbahnzug auf einem Bahnhofs- oder Streckengleis auf den vorausfahrenden auffährt (Folgefahrt).
Vor einer Fahrt in ein Bahnhofsgleis oder ein Gleis einer Abzweig- oder Überleitstelle wird geprüft, ob alle zu befahrenden Weichen und Gleisabschnitte frei sind. Diese so genannte Fahrwegprüfung erfolgt durch eine Gleisfreimeldeanlage. Fehlt eine solche, wird die Fahrstraße visuell durch das Stellwerkpersonal geprüft, wobei es bei Beobachtungsfehlern zu Unfällen kommen kann.
Zur Sicherung von Zugfahrten auf Streckengleisen ist es heute bei den europäischen Eisenbahnen üblich, den Fahrweg in Abschnitte einzuteilen. In einem solchen als Zugfolge- bzw. Blockabschnitt bezeichneten Abschnitt darf sich jeweils nur ein einziger Zug befinden. Neben diesem Verfahren, das als Fahren im Raumabstand bezeichnet wird, kann der Folgefahrschutz auch durch Fahren im Sichtabstand, Fahren im Zeitabschnitt oder Fahren im wandernden Raumabstand gewährleistet werden.